# Grete Minde (Oper)
Grete Minde ist eine Oper in drei Akten von Eugen Engel (Musik) mit einem Libretto von Hans Bodenstedt aus dem Jahr 1933. Die Uraufführung fand erst 89 Jahre nach der Vollendung der Oper und 79 Jahre nach dem Tod des Komponisten in Magdeburg statt.

## Handlung
Die Handlung beruht auf der gleichnamigen Novelle von Theodor Fontane, der dafür alte Gerichtsakten über den Stadtbrand von Tangermünde im Jahr 1617 und die historische Margarete von Minden verarbeitete.

### Erster Akt
Im Tangermünde des Jahres 1614 – in einer Zeit zunehmender Spannungen zwischen den Konfessionen in Mitteleuropa – lebt das junge Mädchen Grete Minde, die Tochter eines gutsituierten Kaufmanns, bei ihrem älteren Halbbruder Gerdt Minde und dessen Frau Trud, die nicht aus einer wohlhabenden Familie Tangermündes, sondern ebenso wie die mit ihr befreundete Nachbarin Emrentz aus Gardelegen stammt und sich von dem aufs Geld fixierten Gerdt vernachlässigt fühlt. Gretes Mutter, die bei ihrer Geburt starb, war eine katholische Ausländerin, eine „Span’sche“ aus Flandern. Seit ihr Vater tot ist, wird Grete von Gerdt und Trud als Außenseiterin behandelt.
Die lebenslustige Grete besingt den kommenden Frühling, während Trud sich über eine soeben in der Stadt eingetroffene Puppenspielertruppe beklagt, die aus Anlass des Besuchs des Kurfürsten in der Stadt ein Mysterienspiel über das Jüngste Gericht aufführt. Anstatt auf Gerdts und Truds kleinen Sohn aufzupassen, trifft Grete sich heimlich mit ihrem Freund, dem Nachbarssohn Valtin. Dieser ist – neben seiner Stiefmutter Emrentz und dem alten lutherischen Pastor Gigas, der Grete einst getauft hat – einer der wenigen, die zu ihr halten. Bei ihrer Rückkehr ins Haus wird Grete von Trud zur Rede gestellt und fügt ihr im Streit eine Verletzung zu. Daraufhin verlassen Grete und Valtin noch in derselben Nacht Tangermünde.

### Zweiter Akt
Drei Jahre später: Grete und Valtin haben sich den Puppenspielern angeschlossen und inzwischen ein Kind bekommen. Valtin ist schwer erkrankt. Im Gasthof zu Arendsee, wo die Truppe gerade auftritt, nimmt Valtin der verzweifelten Grete das Versprechen ab, nach seinem Tod wieder nach Tangermünde zu gehen und ihr Erbe einzufordern, damit für das Kind gesorgt ist. Während Grete auf der Bühne den Engel spielt, stirbt Valtin. Weil der lutherische Pastor von Arendsee eine Beerdigung des „Fahrenden“ auf dem von ihm verwalteten evangelischen Friedhof nicht zulässt, wird Valtin auf dem von der adeligen Domina des evangelischen Frauenstifts verwalteten Klosterfriedhof bestattet.

### Dritter Akt
Grete kehrt nach Tangermünde zurück und bittet Gerdt darum, sie wieder in seinem Haus aufzunehmen, und sei es auch nur als Magd, oder zumindest ihr Kind aufzuziehen. Gerdt bleibt hartherzig und ohne Mitleid. Er glaubt nicht an Gretes Reue und fürchtet das Gerede der Nachbarn.
Daraufhin fordert Grete ihr Erbteil ein, welches ihr Gerdt verweigert. Sie wendet sich an Bürgermeister Peter Guntz. Gerdt bestreitet, dass Gretes Mutter zum Erbe beigetragen hat. Das Zeugnis des Ratsherrn Gerdt Minde hat mehr Gewicht als das Wort einer Frau. Grete kann ihr Recht nicht durchsetzen. Ein Vermittlungsversuch von Trud scheitert.
Nach der Abendandacht zündet Grete Tangermünde an. In den Flammen kommt auch Gerdts und Truds kleiner Sohn ums Leben. Grete steigt mit ihrem Kind auf dem Arm auf den Kirchturm der St.-Stephans-Kirche, wo sie vor aller Augen verbrennt.

## Gestaltung

### Libretto
Hans Bodenstedt lehnte das Libretto an die Novelle Grete Minde von Theodor Fontane an.

## Geschichte

### Entstehung
Eugen Engel baute sich in Berlin als Komponist ein Netzwerk auf und korrespondierte u. a. mit den Dirigenten Bruno Walter und Leo Blech, den Pianisten Wilhelm Backhaus und Edwin Fischer, dem Geiger Adolf Busch und dem Komponisten Engelbert Humperdinck. 1933 vollendete Engel sein Hauptwerk, die Oper Grete Minde nach der gleichnamigen Novelle von Theodor Fontane. Das Libretto stammt von Hans Bodenstedt, der dann als NSDAP-Mitglied Karriere als Direktor von NS-Verlagen wie „Blut und Boden“ machte.
Engel bemühte sich in den folgenden Jahren vergeblich um eine Aufführung, u. a. bei Bruno Walter, der ihm „musikalische Kultur“ und „fachmännisches Können“ attestierte.
1939 emigrierte Eugen Engel zu seiner Tochter Eva nach Amsterdam. Seine Tochter Eva Löwenberger (später anglisiert: Lowen) und ihr Mann Max konnten 1941 in die USA auswandern. Engel wurde 1943 im Deportationslager Westerbork interniert und von dort am 23. März 1943 in das Vernichtungslager Sobibor gebracht, wo er ermordet wurde. Engels Tochter hatte einen Koffer mit Werken (einige Lieder, wenige Chorsätze, ein Streichquartett und eine Oper) und Korrespondenz ihres Vaters mit nach Amerika genommen. Nach dem Tod von Eva Lowen übergab Engels Enkelin Jan Agee einige dieser Dokumente dem Jüdischem Museum Berlin und kümmerte sich um die Wiederentdeckung der Werke ihres Großvaters.
In der Folge einer Stolpersteinverlegung vor Engels letztem Wohnsitz in Berlin, bei der Lieder von Engel aufgeführt wurden, kam der Kontakt zu Anna Skryleva zustande, die erst einen Klavierauszug der Oper erhielt und sich dann für die Oper so begeisterte, dass sie sie in Magdeburg zur Aufführung brachte.
Die Uraufführung der Oper fand am 13. Februar 2022 im Opernhaus des Theaters Magdeburg statt, in der Regie von Olivia Fuchs und unter musikalischer Leitung von Anna Skryleva.

### Rezeption
Über die Premiere schreibt BR-Klassik:

„‚Grete Minde‘ ist also große Oper mit großem Ensemble, großem Orchester zusätzlich Orgel und Glockengeläut, Chor und Kinderchor, der bei der Uraufführung Corona-bedingt durch einen Frauenchor ersetzt wurde. Die Magdeburger Bühne ist in Olivia Fuchs Inszenierung trotz Corona oft gedrängt voll. Dazwischen beeindrucken besonders drei Puppenspieler mit ihren Balladen und satirischen Wendungen. (…) Für die sehr aufwendige Rekonstruktion der Partitur wurde keine Mühe gescheut. Der Schlussapplaus gilt vor allem dem Orchester, aber auch den zwölf Sängerinnen und Sängern, die das familiäre und städtische Umfeld Gretes darstellen. Trud, der verhärmten Schwägerin Gretes (Kristi Anna Isene) widmet Eugen Engel eine warmherzige Arie. Der Tenor Zoltán Nyári meistert als Gretes Freund Valtin eine expressive Sterbeszene. Vor allem jedoch überzeugt Raffaela Lintls ausdrucksstarke Darstellung der Titelrolle – jugendlich weich, aber auch dramatisch ausdrucksvoll als Rächerin.“

## Aufnahmen
- Rundfunk-Mitschnitt (Deutschlandfunk Kultur) der Premiere am 13. Februar 2022.[8] Anschließend auf CD herausgegeben (Orfeo C260352).[9]